# Tityus caripitensis
Espèce
Tityus caripitensis est une espèce de scorpions de la famille des Buthidae.

## Distribution
Cette espèce est endémique de l'État de Monagas au Venezuela. Elle se rencontre vers Bolívar et Punceres.

## Description
Le mâle mesure 91 mm et la femelle 75 mm.

## Étymologie
Son nom d'espèce, composé de caripit[o] et du suffixe latin -ensis, « qui vit dans, qui habite », lui a été donné en référence au lieu de sa découverte, Caripito.

## Publication originale
- Quiroga, De Sousa & Parrilla-Alvarez, 2000 : « The description of Tityus caripitensis. A new Venezuelan scorpion (Scorpionida, Buthidae). » Journal of Venomous Animals and Toxins, vol. 6, no 1, p. 99-117.